# 甲型流感病毒H5N8亞型
H5N8是甲型流感病毒（有时也叫禽流感）的一个亚型，該病毒对野生鸟类和家禽有很强的杀伤力。H5N8一度被認為与人类无关，但2021年2月俄罗斯報告有7人感染此類病毒，為全球首次出現人感染H5N8的案例。2022年3月20日阿尔巴尼亚农业与农村发展部宣布，在西部港口城市杜拉斯发现首例家禽感染H5N8禽流感。